# Ђалма Сантос
Ђалма Переира Диас дос Сантос (порт. Djalma Pereira Dias dos Santos; Сао Пауло, 27. фебруар 1929 — Убераба, 23. јул 2013), познатији као Ђалма Сантос, био је бразилски фудбалер, који је играо на позицији десног бека. Упркос томе, показивао је и одличне нападачке способности. Заједно са Францом Бекенбауером и Филипом Ламом, један је од 3 играча који су уврштени у најбољи тим Светског првенства (1954, 1958, 1962). Пеле га је 2004. године уврстио међу 125 најбољих живих фудбалера.

## Клупска каријера
Ђалма Сантос је почео своју каријеру у Португези, у родном Сао Паулу. У почетку је играо као централни бек, да би касније играо као десни бек. Године 1959. је прешао у Палмеирас. У Палмеирасу је одиграо скоро 500 лигашких утакмица, а са клубом је освојио првенство Бразила 3 пута. Напустио је Палмеирас 1968, да би потом прешао у Атлетико Паранаинсе у којем кратко игра и пензионише се 1970. године. У својој богатој каријери, Ђалма Сантос никада није био искључен из игре.

## Репрезентативна каријера
За репрезентацију Бразила Ђалма Сантос је дебитовао против Перуа 1952. године. Са Бразилом је учествовао на 4 Светска првенства: 1954, 1958, 1962, 1966. На Светском првенству 1954. је играо све утакмице за Бразил, постигао је гол са пенала у поразу од Мађарске 4:2 (меч је назван и „Бернска битка”). На Светском првенству 1958. је изгубио место у тиму, које је заузео Нилтон де Сорди, па тако није играо до финалне утакмице са Шведском, где је Бразил победио 5:2. Упркос томе што је одиграо само један меч на турниру, био је уврштен као део најбољег тима турнира. Четири године касније, на Светском првенству у Чилеу, поново је у стартној постави и игра све утакмице за Бразил. Са 37 година, Ђалма Сантос је играо и на Светском првенству 1966, где је Бразил испао већ у групној фази.

## Стил игре
Ђалма Сантос је био брз и физички јак играч, познат по својој издржљивости, способности чувања играча и одузимања лопте противнику. Такође је био ефикасан у ваздуху. Био је познат и по одличној техници и офанзивним способностима, због којих је учествовао и у нападу.

## Трофеји
Португеза
- Турнеј Рио-Сао Пауло: 1952, 1955

Палмеирас
- Серија А Бразила: 1960, 1967 (Турнеј Роберто Гомез Педроса, 1967 (Така Бразил)
- Шампионат Паулиста: 1959, 1963, 1966
- Турнеј Рио-Сао Пауло: 1965

Бразил
- Светско првенство: 1958, 1962

Индивидуални
- Део најбољег тима Светског првенства: 1954, 1958, 1962
- ФИФА 100
- Бразилска фудбалска кућа славних